# 格蕾琴·弗雷泽
格蕾琴·弗雷泽（英語：Gretchen Fraser，1919年2月11日—1994年2月17日），美国女子高山滑雪运动员。她曾代表美国参加1948年冬季奥林匹克运动会高山滑雪比赛，获得一枚金牌和一枚银牌。